# الرجمة (الجميمة)

تعديل مصدري - تعديل

الرجمة هي إحدى قرى عزلة مسويا بمديرية الجميمة التابعة لمحافظة حجة، بلغ تعداد سكانها 264 نسمة حسب تعداد اليمن لعام 2004.